# Pim Walenkamp
Pim V.A. Walenkamp (Tilburg, 2 mei 1974) is een Nederlands journalist, docent Nederlands en politicus en namens de BoerBurgerBeweging (BBB). Van 13 juni 2023 tot en met 31 januari 2024 was hij lid van de Eerste Kamer namens die partij.
Walenkamp studeerde geschiedenis en Nederlands en werd vervolgens docent. Walenkamp was tussen 2002 en 2004 voorzitter van de jongerenafdeling van het CDA en schreef in 2010 mee aan het rapport van de commissie-Frissen Verder na de klap, maar raakte na de twee volgende verkiezingen teleurgesteld. In 2022 stapte hij over naar BBB. Op 13 juni 2023 werd Walenkamp geïnstalleerd als lid van de Eerste Kamer; hij stond op plek 10 van de kandidatenlijst. Zijn portefeuilles waren onderwijs, cultuur, wetenschappen, volksgezondheid, welzijn en sport. Door zijn matige gezondheid en hoge werkdruk besloot hij per 1 februari 2024 zijn Kamerlidmaatschap te beëindigen. Zijn opvolger werd Robbert Lievense.

## Onderscheiding
Op 29 april 2021 werd Walenkamp benoemd tot lid in de Orde van Oranje-Nassau.
- Parlement.com: vm0scf1cxex4